# Стюарт Гленістер
Стюарт Гленістер (англ. Stewart Glenister, 12 жовтня 1988) — американський плавець.
Учасник Олімпійських Ігор 2008 року.